# جوناثان مولدر
جوناثان مولدر (بالهولندية: Jonathan Mulder)‏ هو لاعب كرة قدم هولندي، ولد في 2 يناير 2002.